# Embioptera
Ordre
Embioptera (les embioptères) est un ordre d'insectes, de la sous-classe des ptérygotes, de la section des néoptères et du super-ordre des polynéoptères.
Ce sont de petits insectes au corps allongé (douze millimètres au plus), qui ont un développement de type hémimétabole.
Ils se distinguent presque tous par des pattes antérieures aux extrémités (tarses) enflées et ovales, contenant de nombreuses glandes sécrétant une soie. On en connaissait environ 200 espèces au début des années 1980
Ces insectes se rencontrent rarement. Ils vivent principalement dans les régions tropicales, en petits groupes (d'une vingtaine environ) dans des galeries ou étuis de soie. Ces abris sont tissés sur des écorces d'arbres, dans le sol ou la boue, dans les débris de la litière, sous des pierres.

## Répartition
Quelques espèces vivent en Europe du Sud et de l'Est (Balkans), en Amérique du Nord (9 espèces), alors que l'Australie et la Nouvelle-Zélande en comptent environ 70 espèces.

## Caractéristiques
Yeux composés (pas d'ocelles supplémentaires)
Pièces buccales : broyeuses
Les mâles possèdent deux paires d'ailes, toutes semblables, sans chitine
Les femelles sont aptères.
Leurs œufs sont pondus dans des étuis de soie. Les femelles portent à leur progéniture une attention pareille à celle des femelles de perces-oreilles ; elles nettoient leurs œufs, les surveillent et apportent parfois de la nourriture aux larves.

## Alimentation
Fragments de plantes, (pollens ?) et débris de végétaux morts.

## Liste des familles
Sous-ordre Clothododea
- Clothodidae Enderlein 1909

Sous-ordre Neoembiodea Engel & Grimaldi 2006
- Andesembiidae Ross 2003
- Anisembiidae Ross 1940
- Archembiidae Ross 2001
- Embiidae Burmeister 1839
- Embonychidae Navas 1917
- Notoligotomidae Davis 1940
- Oligotomidae Enderlein 1909
- Paedembiidae Ross 2006
- Teratembiidae Krauss 1911
- †Sorellembiidae Engel & Grimaldi 2006 (fossile)

### Position phylogénétique
- Hexapodes
  - Insectes
    - Archéognathes
    - Cnn (clade non nommé)
      - Thysanoures
      - Ptérygotes
        - Odonates
        - Cnn
          - Éphéméroptères
          - Néoptères
            - Cnn
              - Cnn
                - Dictyoptères
                  - Blattoptères
                    - Isoptères

                  - Mantoptères

                - Plécoptèroïdes
                - Cnn
                  - Orthoptères
                  - Dermaptères
                  - Grylloblattoptères
                  - Embioptères
                  - Phasmides

              - Cnn
                - Zoraptères
                - Cnn
                  - Cnn
                    - Psocoptères
                    - Phthiraptères

                  - Cnn
                    - Hémiptères
                    - Thysanoptères

            - Cnn
              - Cnn
                - Cnn
                  - Strepsiptères
                  - Coléoptères

                - Cnn
                  - Névroptères
                  - Cnn
                    - Rhaphidioptères
                    - Mégaloptères

              - Cnn
                - Hyménoptères
                - Cnn
                  - Cnn
                    - Mécoptères
                    - Cnn
                      - Siphonaptères
                      - Diptères

                  - Amphiesmenoptera
                    - Trichoptères
                    - Lépidoptères